# 木兰天池

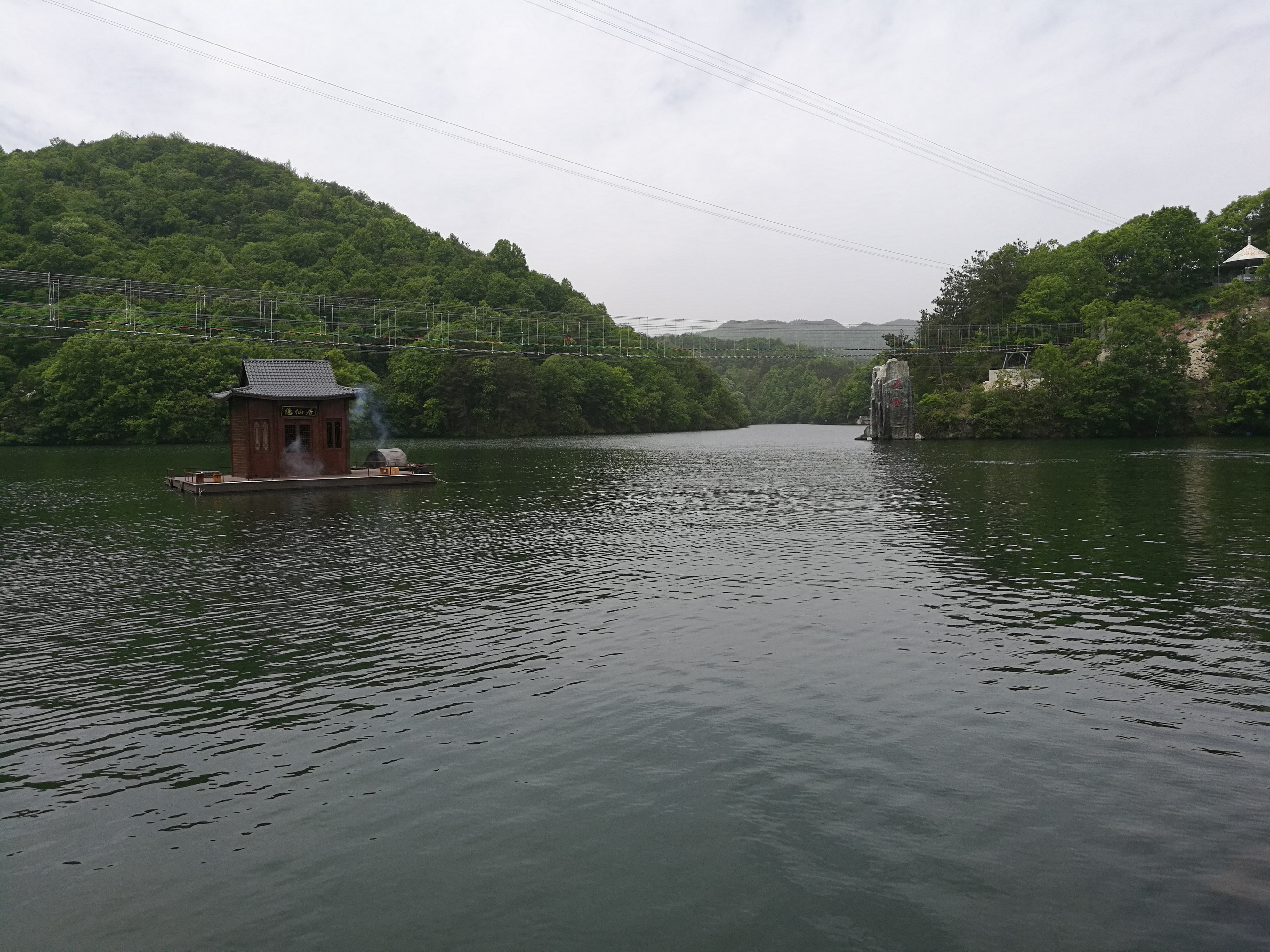
木兰天池的大天池。左侧为名为“隐仙居”的小屋，右侧为写有“天池”二字的石头

木兰天池是位于中华人民共和国湖北省武汉市黄陂区长轩岭石门山境内、木兰生态旅游区西部:2的国家5A级旅游景区、國家森林公園，东与木兰山、木兰湖毗邻:2。木兰天池主要由“浪漫山水”、“高峡人家”和“森林公园”三大主题景园连接形成一个南北走向、长达十余公里的森林山水大峡谷。:1景区面积13平方公里，主峰海拔520.6米。
木兰天池有“湖北的九寨沟”、“武汉的庐山”之称；前中国国家主席李先念曾在此生活战斗。:4

## 传说与历史
相传木兰出生于古西陵县双龙镇（即今武汉市黄陂区姚集镇大城潭村）。木兰天池是木兰外婆的家，是木兰小时候生活、习武的地方:4，至今仍流传“外婆桥”、“外婆传剑”等故事。
从20世纪80年代开始，武汉市黄陂区充分利用木兰将军的文化资源，着重打造木兰文化品牌，建设了木兰天池等八大景区。

## 地理
木兰天池位于黄陂区北部的石门山，距武汉市中心55千米，距武汉天河国际机场45千米。:3
木兰天池位于武汉黄陂区以北，属大别山南麓一脉，整体面积达9000亩，海拔约450米，水域面积360亩，湖泊平均深度50多米，是武汉知名的森林峡谷生态旅游区。:5
木兰天池年平均气温介于15—22℃，七月平均气温25.8℃，年降水量平均月2000毫米。:3

## 景点

### 小天池、大天池
小天池是大峡谷浏览线的起点和入口，水域面积10余公顷，水深20—30米。大天池即朱家山水库，是景区内最大的景观，建成于1978年。:7大小天池的上下落差有380多米。
小天池与大天池的来历传说源自女娲补天的神话。相传女娲补天时，两块神石遗落凡间化为朱家山和冯家山，其落点砸出一大天坑，汇聚天河之水，形成了大天池。天池因水质清澈如镜，吸引王母娘娘来此秘密沐浴。此事被七仙女知晓后，她们亦欲来此沐浴，却被王母禁止；七仙女哭泣不止，终得玉皇大帝怜爱，允许她们在下方另掘一池。于是，便有了上下相对的大小天池。

### 外婆桥
木兰天池景区内共有两处外婆桥。一处是石制的外婆桥；另一处是木制的外婆桥，位于景区山顶的外婆园。:6
相传外婆桥曾是木兰到外婆家的必经之路，也是整个路程中经过的第一座桥。:6古时朱冯山一带常发山洪，外婆省吃俭用，积资建桥，方便乡民通行；乡民感激，将桥命名为“外婆桥”。如今，木兰天池内复建了这座桥，包括石制和木制的两座，以纪念外婆的善行。

### 三道门
三道门由两亿多年前的高压片石经长年的风化和泉流的冲刷形成。:6
在朱冯山频繁遭山洪侵袭的背景下，木兰将军归乡探亲时遇山洪再发，她以剑削石筑起三道石墙抵御洪水。随后，其师铁冠道人于石墙上题写“三道门”三字以记。洪水退去后，这三道石墙化为三块巨大的条石，因而得名“三道门”。

## 延伸阅读
- 争5A“木兰八景”变四景 （页面存档备份，存于）
- 4万农民吃上旅游饭 黄陂成为武汉首个全省旅游强区 （页面存档备份，存于）
- 武汉黄陂旅游收入达10亿 4万多农民吃上旅游饭 （页面存档备份，存于）
- 黄陂两景区新晋4A级 成为华中最大城市生态景群 （页面存档备份，存于）